# Чэнь Жуньэр
Чэнь Жуньэр (кит. 陈润儿, род. октябрь 1957, Чалин, Хунань) — китайский государственный и политический деятель, секретарь (глава) парткома КПК Нинся-Хуэйского автономного района с октября 2019 по март 2022 гг.
Ранее губернатор провинции Хэнань (2016—2019), заместитель секретаря парткома КПК провинции Хэйлунцзян (2013—2016), длительное время секретарь партийного комитета КПК города Чанша (2006—2013), до этого мэр и глава парткома КПК города Сянтань (2000—2003). Депутат Всекитайского собрания народных представителей 13-го созыва.
Кандидат в члены ЦК КПК 17 и 18-го созывов, член Центрального комитета Компартии Китая 19-го созыва.

## Биография
Родился в октябре 1957 года в уезде Чалин городского округа Чжучжоу, провинция Хунань. Трудовой путь начал в сентябре 1975 года простым рабочим. В конце того же года вступил в Коммунистическую партию Китая. С 1983 по 1985 гг. проходил обучение в Хунаньском сельскохозяйственном университете.
Значительную часть своей карьеры Чэнь Жуньэр работал в муниципалитете родного уезда Чалин, дослужившись в 1987 году до главы уезда и 1990 году — до главы парткома КПК Чалина. В 1992 году назначен мэром города Чэньчжоу (в то время город уездного значения), два года спустя стал заместителем секретаря парткома КПК Чэньчжоу. С 1993 по 1996 гг. учился в заочной форме в магистратуре Центральной партийной школы КПК. В 1997 году утверждён в должности заместителя секретаря парткома КПК городского округа Лоуди. В апреле 2000 года назначен мэром города Сянтань, а в 2003 году — главой горкома КПК этого города. В ноябре 2006 года получил повышение, став секретарём парткома КПК Чанши, столицы провинции Хунань.
В апреле 2013 года переведён в Хэйлунцзян, провинцию на северо-востоке Китая, на должность заместителя секретаря парткома КПК провинции. В ноябре 2014 года Центральной комиссией по проверке дисциплины в Хэйлунцзян была направлена группа инспекторов, в связи с чем некоторые СМИ прогнозировали арест Чэнь Жуньэра вместе с другими чиновниками, а новостной портал Boxun уже сообщил о факте их задержания. Всё это в итоге оказалось ложной информацией. В марте 2016 года Чен Жуньэр направлен в провинцию Хэнань на пост временно исполняющего обязанности губернатора провинции и заместителя секретаря провинциального парткома КПК по совместительству. 7 апреля 2016 года утверждён губернатором на очередной сессии Постоянного комитета Собрания народных представителей Хэнани.
25 октября 2019 года назначен на высшую региональную позицию секретаря парткома КПК Нинся-Хуэйского автономного района.
28 марта 2022 года отправлен в отставку из региональной политики, 20 апреля утверждён в должности заместителя председателя комиссии по сельскому хозяйству Всекитайского собрания народных представителей.